# 西洋殿
西洋殿位于浙江省丽水市庆元县五大堡乡西洋村松源溪畔，始建宋咸淳元年（1265），清光绪元年（1875年）重建，因祀奉香菇鼻祖吴三公，又称“吴判府殿”。建筑座北朝南，平面呈长方形，进深32米，面阔五间19.4米，占地1200多平方米。中轴线自南而北依次有照壁、山门、前厅、戏台、天井、中台、正殿等，在正殿前分列左右厢房，厢房中心间为钟鼓楼。1997年8月29日列入浙江省文物保护单位，2013年5月列入第七批全国重点文物保护单位。